# Балка Студенець
Балка Студенець, Балка Студенок — балка (річка) в Україні у Старобільському районі Луганської області. Ліва притока річки Айдару (басейн Дону).

## Опис
Довжина балки приблизно 20,88 км, найкоротша відстань між витоком і гирлом — 18,92 км, коефіцієнт звивистості річки — 1,10. Формується декількома балками та загатами. На деяких ділянках балка пересихає.

## Розташування
Бере початок у селі Караяшник. Тече переважно на північний захід через село Писарівку і впадає у річку Айдар, ліву притоку річки Сіверського Дінця.

## Цікаві факти
- У селі Писарівка балку перетинає автошлях Т 1302[2] (автомобільний шлях територіального значення в Луганській та Донецькій областях. Проходить територією Старобільського, Сіверськодонецького та Бахмутського районів через Танюшівку (пункт контролю) — Айдар — Старобільськ — Рубіжне — Новодружеськ — Лисичанськ — Соледар — Бахмут. Загальна довжина — 162,1 км.).
- У XX столітті на балці існували водокачки, молочно-тваринна ферма (МТФ), газгольдери та газові свердловини[3], а у XIX столітті — багато вітряних млинів[1].